# Ciboure
Ciboure (bask. Ziburu)  – miejscowość i gmina we Francji, w regionie Nowa Akwitania, w departamencie Pireneje Atlantyckie.
Malownicze miasteczko położone przy ujściu rzeki Nivelle oraz kąpielisko nad Zatoką Biskajską; posiada wspólny port rybacki z sąsiadującym Saint-Jean-de-Luz. Zachowany ciekawy XVI-wieczny kościół. W dawnych źródłach wymieniane jako Subiboure (XIII w.), Siboure bądź Siboro (XVII w.).  Znane jako przystań korsarzy baskijskich działających w służbie królów Francji.
Używany lokalnie dialekt języka baskijskiego to tzw. labourdin, oznaczony przez Ludwika Lucjana Bonaparte w jego Carte des Sept Provinces Basques (1869). Spośród znanych postaci urodził się tam kompozytor Maurice Ravel, zmarł pisarz Pierre Benoit.
Według danych na rok 1990 gminę zamieszkiwało 5849 osób, a gęstość zaludnienia wynosiła 786 osób/km² (wśród 2290 gmin Akwitanii Ciboure plasuje się na 68. miejscu pod względem liczby ludności, natomiast pod względem powierzchni na miejscu 1247.).